# Maracay
Maracay – miasto w północnej Wenezueli, w pobliżu jeziora Valencia, przy odgałęzieniu Drogi Panamerykańskiej, stolica stanu Aragua. Około 610 tys. mieszkańców.
W mieście rozwinął się przemysł włókienniczy, spożywczy, papierniczy oraz szklarski.

## Miasta partnerskie
- San José, Kostaryka
- Salta, Argentyna
- Medellín, Kolumbia
- Santiago de Cuba, Kuba
- Iżewsk, Rosja
- Altagracia de Orituco, Wenezuela